# Michael Azerrad
Michael Azerrad je americký spisovatel, novinář a muzikant. Vyrůstal v New York City a studoval na Columbia College. Po ukončení studií Azerrad bubnoval v kapele a věnoval se psaní článků. Pro časopis Rolling Stone napsal mezi lety 1987 až 1993 velké množství článků. Popularitu si získal především sepsáním knihy o grungeové skupině Nirvana s názvem Nirvana: Come as You Are. Z jeho další tvorby vyniká např. Our Band Could Be Your Life.